# Barleria buddleioides
Barleria buddleioides är en akantusväxtart som beskrevs av Spencer Le Marchant Moore. Barleria buddleioides ingår i släktet Barleria och familjen akantusväxter. Inga underarter finns listade i Catalogue of Life.